# Spetsopoula
Spetsopoula (griechisch Σπετσοπούλα (f. sg.)) ist eine kleine griechische Insel. Sie gehört zur Gruppe der Saronischen Inseln. Der griechische Reisende und Geograph Pausanias nannte die Insel Aristera.
Die Insel ist südöstlich von  Spetses gelegen. Die verwaltungsmäßig zur Gemeinde Spetses gehörende Insel ist Eigentum der Familie Niarchos. Sie ist dicht bewaldet.
Bei der Volkszählung 2001 wurden acht ständige Bewohner gezählt.
Die Insel wurde 1962 von Stavros Niarchos gekauft. Sie wurde bekannt, nachdem am 4. Mai 1970 Evjenia Niarchos, die Ehefrau des Reeders Stavros Niarchos, im Haus auf Spetsopoula tot aufgefunden wurde. Sie wurde auf der Insel begraben.